# Amtsgericht Lüneburg

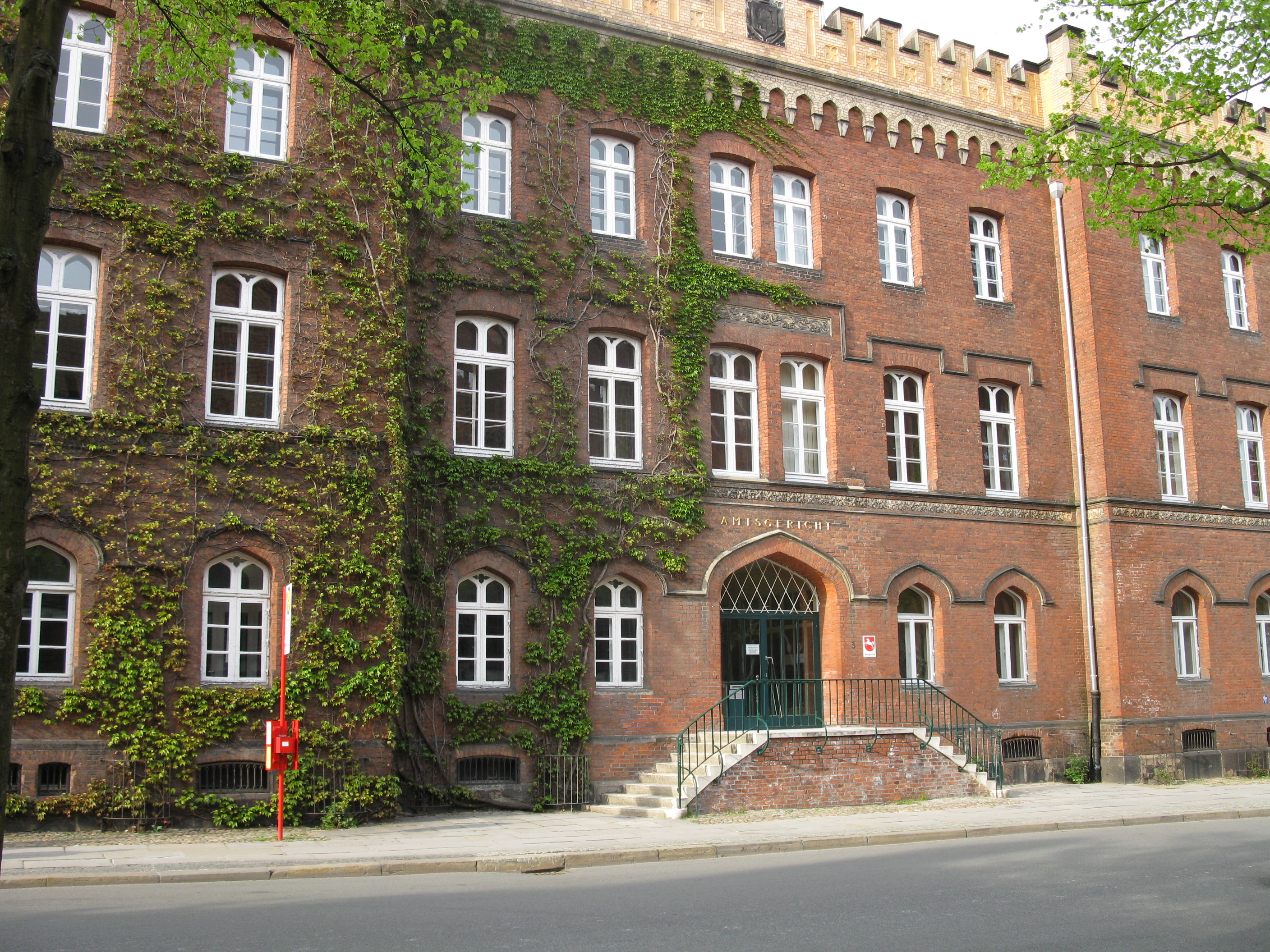
Gerichtsgebäude (2010)

Das Amtsgericht Lüneburg ist eines von sechs Amtsgerichten im Landgerichtsbezirk Lüneburg. Es hat seinen Sitz in Lüneburg.

## Organisation und Gerichtsbezirk
Das Amtsgericht hatte 2004 insgesamt 146 Mitarbeiter, darunter 16 Richter und 25 Rechtspfleger. Der Gerichtsbezirk des Amtsgerichts Lüneburg umfasst die Städte Lüneburg und Bleckede, die Gemeinden Adendorf und Amt Neuhaus sowie die Samtgemeinden Amelinghausen, Bardowick, Dahlenburg, Gellersen, Ilmenau, Ostheide und Scharnebeck. Das Amtsgericht Lüneburg hat somit etwa 176.000 Gerichtseingesessene. Übergeordnetes Gericht ist das Landgericht Lüneburg.

## Geschichte
Nach der Revolution von 1848 wurde im Königreich Hannover die Rechtsprechung von der Verwaltung getrennt und die Patrimonialgerichtsbarkeit abgeschafft.
Das Amtsgericht wurde daraufhin mit der Verordnung vom 7. August 1852 die Bildung der Amtsgerichte und unteren Verwaltungsbehörden betreffend als königlich hannoversches Amtsgericht gegründet.
Es umfasste das Amt Lüne und Stadt Lüneburg. Das Amtsgericht war dem Obergericht Lüneburg untergeordnet. Mit der Annexion Hannovers durch Preußen wurde es 1866 zu einem preußischen Amtsgericht in der Provinz Hannover. Mit den Reichsjustizgesetzen wurde 1879 die Gerichtsorganisation reichsweit einheitlich geregelt. Das Amtsgericht Lüneburg blieb bestehen. Der Amtsgerichtsbezirk umfasste den Stadtbezirk Lüneburg und das Amt Lüneburg. Das Amtsgericht Lüneburg war eines von zwölf Amtsgerichten im Bezirk des Landgerichtes Lüneburg im Gebiet des Oberlandesgerichtes Celle. Das Gericht hatte damals drei Richterstellen und war ein großes Amtsgericht im Landgerichtsbezirk. Das Amtsgericht Lüneburg war Elbzollgericht. Seit dem 1. August 2005 ist das Amtsgericht Lüneburg zentrales Registergericht im Landgerichtsbezirk Lüneburg für die Führung des Handels-, Genossenschafts- und Vereinsregisters.